# Služebník Boží

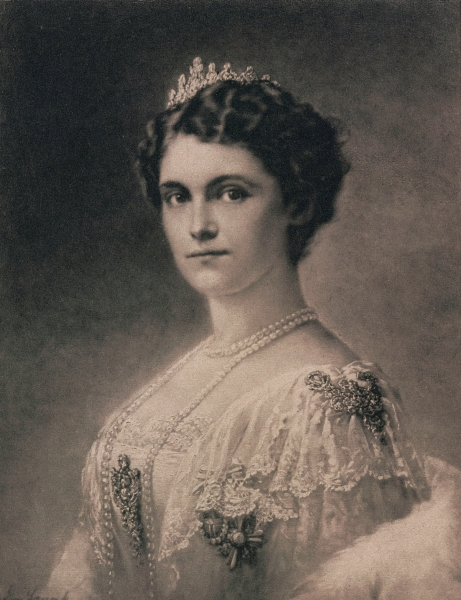
Služebnice Boží Zita Bourbonsko-Parmská, manželka posledního rakouského císaře a českého krále blahoslaveného Karla I.

Služebník Boží je označení používané v katolické církvi pro zemřelou osobu, u které byl započat kanonizační proces, který dosud nebyl ukončen ani udělením nejnižšího stupně („ctihodný“).

## Užívání termínu
Používání označení upravuje Instrukce Kongregace pro svatořečení „Sanctorum Mater“ z roku 2008, která uvádí (čl. 4, § 2): „Katolík, jehož proces blahořečení a svatořečení byl zahájen, se nazývá služebník Boží.“ Předtím, než biskup zahájí proces blahořečení, musí ověřit, že kandidát se těší pověsti svatosti nebo mučednictví a pověsti zázračných znamení (přímluvné moci).
- pověst svatosti (fama sanctitatis) je názor, který se rozšířil mezi věřícími, o čistotě a bezúhonnosti života kandidáta a o tom, že žil heroickým způsobem všechny křesťanské ctnosti,
- pověst mučednictví (fama martyrii) je názor, který se rozšířil mezi věřícími, že kandidát obětoval svůj život za víru nebo za ctnost spojenou s vírou,
- pověst zázračných znamení (fama signorum) je názor, který se rozšířil mezi věřícími, o milostech obdržených od Boha na přímluvu kandidáta.

Zahájení řízení také musí předcházet „Nihil Obstat“ neboli vyjádření vatikánského Dikasteria pro svatořečení, že nic nebrání tomu, aby se zahájilo řízení (čl. 45, § 2).